# Migadopidius
Migadopidius is een geslacht van kevers uit de familie van de loopkevers (Carabidae). De wetenschappelijke naam van het geslacht is voor het eerst geldig gepubliceerd in 1938 door Jeannel.

## Soorten
Het geslacht Migadopidius is monotypisch en omvat slechts de volgende soort:
- Migadopidius bimaculatus (E.C.Reed, 1874)